# Iouri Beliaïev
Pour les articles homonymes, voir Beliaïev.
Iouri Beliaïev (en russe : Юрий Беляев) est un astronome soviétique russe. Le Centre des planètes mineures lui crédite la découverte de sept astéroïdes, sous le nom de Belyaev, en collaboration avec Gouri Pliouguine, à la station astronomique de Cerro El Roble, au Chili.  
Il a travaillé à l'observatoire de Poulkovo, rouvert après la reconstruction d'après-guerre. 
| (1993) Guacolda       | 25 juillet 1968 |
| (4228) Nemiro         | 25 juillet 1968 |
| (4590) Dimashchegolev | 25 juillet 1968 |
| (7450) Shilling       | 24 juillet 1968 |
| (23401) Brodskaya     | 25 juillet 1968 |
| (32731) Annaivanovna  | 25 juillet 1968 |
| (52225) Panchenko     | 25 juillet 1968 |